# Andrea Farri
Andrea Farri (Roma, 11 febbraio 1982) è un compositore italiano di colonne sonore cinematografiche.

## Biografia
Andrea Farri è un compositore nato a Roma nel febbraio 1982. Figlio dell'attrice Lucia Poli e nipote dell'attore Paolo Poli, a diciassette anni inizia a lavorare componendo e suonando per teatro e danza. Nel 2005 scrive la colonna sonora per due cortometraggi muti di Jean Vigo: Taris e A propos de Nice, che esegue in vari festival.
A venticinque anni firma la sua prima colonna sonora per il film Un gioco da ragazze di Matteo Rovere.
Farri è anche un pianista, che compone e programma utilizzando vecchi sintetizzatori analogici e li mescola all’orchestra classica. Tra i suoi maestri troviamo il pianista Andrea Alberti e il compositore americano Richard Trythall.
Nel 2015 vince il Globo d’Oro come miglior colonna sonora per il film Latin Lover di Cristina Comencini.
Nel 2017 ottiene due nomination ai David di Donatello (Miglior Colonna Sonora e Miglior Canzone Originale) per il film Veloce come il vento.
Nella stagione 2019/20 ottiene la nomination ai Nastri d’Argento e ai David di Donatello (Miglior Colonna Sonora) per il film Il primo re.
Nel 2022 pubblica insieme a Nada il singolo Mille stelle per la serie televisiva Noi.

## Filmografia parziale

### Cinema
- Un gioco da ragazze, regia di Matteo Rovere (2008)
- Il richiamo (Le Voyage de Lucia), regia di Stefano Pasetto (2009)
- Henry, regia di Alessandro Piva (2010)
- Gli sfiorati, regia di Matteo Rovere (2011)
- Quando la notte, regia di Cristina Comencini (2011)
- Amaro amore, regia di Francesco Henderson Pepe (2011)
- 10 regole per fare innamorare, regia si Cristiano Bortone (2012)
- Fuga di cervelli, regia di Paolo Ruffini (2013)
- Smetto quando voglio, regia di Sydney Sibilia (2014)
- Soap opera, regia di Alessandro Genovesi (2014)
- I milionari, regia di Alessandro Piva (2014)
- Belli di papà, regia di Guido Chiesa (2015)
- Ho ucciso Napoleone, regia di Giorgia Farina (2015)
- Latin Lover, regia di Cristina Comencini (2015)
- Ma che bella sorpresa, regia di Alessandro Genovesi (2015)
- Qualcosa di nuovo, regia di Cristina Comencini (2016)
- Tiramisù, regia di Fabio De Luigi (2016)
- Pagliacci, regia di Marco Bellocchio (2016)
- L'abbiamo fatta grossa, regia di Carlo Verdone (2016)
- Veloce come il vento, regia di Matteo Rovere (2016)
- Zeta - Una storia hip-hop, regia di Cosimo Alemà (2016)
- Moglie e marito, regia di Simone Godano (2017)
- Metti una notte, regia di Cosimo Messeri (2017)
- Lasciati andare, regia di Francesco Amato (2017)
- Vengo anch'io, regia di Nuzzo e Di Biase (2018)
- Puoi baciare lo sposo, regia di Alessandro Genovesi (2018)
- La Befana vien di notte, regia di Michele Soavi (2018)
- Un nemico che ti vuole bene, regia di Denis Rabaglia (2018)
- Il primo re, regia di Matteo Rovere (2019)
- 10 giorni senza mamma, regia di Alessandro Genovesi (2019)
- Croce e delizia, regia di Simone Godano (2019)
- Sono solo fantasmi, regia di Christian De Sica (2019)
- 18 regali, regia di Francesco Amato (2020)
- 10 giorni con Babbo Natale, regia di Alessandro Genovesi (2020)
- Yara, regia di Marco Tullio Giordana (2021)
- 7 donne e un mistero, regia di Alessandro Genovesi (2021)
- Marilyn ha gli occhi neri, regia di Simone Godano (2022)
- The Hanging Sun - Sole di mezzanotte (The Hanging Sun), regia di Francesco Carrozzini (2022)
- Io capitano, regia di Matteo Garrone (2023)
- Dieci minuti, regia di Maria Sole Tognazzi (2024)
- Ops! È già Natale (A Sudden Case of Christmas), regia di Peter Chelsom (2024)

### Televisione
- Squadra antimafia, registi vari – serie TV (2009-2016)
- La scelta di Laura, regia di Alessandro Piva – serie TV (2009)
- Il delitto di Via Poma, regia di Roberto Faenza – film TV (2011)
- Mai per amore - Ragazze in web, regia di Marco Pontecorvo – miniserie TV (2010)
- Il tredicesimo apostolo, regia di Alexis Sweet – serie TV (2012-2014)
- Il clan dei camorristi, regia di Alexis Sweet e Alessandro Angelini – serie TV (2013)
- Le mani dentro la città, regia di Alessandro Angelini – serie TV (2014)
- Il bosco, regia di Eros Puglielli – serie TV (2015)
- Squadra mobile, regia di Alexis Sweet – serie TV (2015-2017)
- Romanzo siciliano, regia di Lucio Pellegrini – miniserie TV (2016)
- Rosy Abate - La serie, regia di Beniamino Catena e Giacomo Martelli – serie TV (2017-2019)
- Due soldati, regia di Marco Tullio Giordana – film TV (2017)
- Liberi sognatori, registi vari (2018) – film TV
- Imma Tataranni - Sostituto procuratore, regia di Francesco Amato – serie TV (2019-in corso)
- Vivi e lascia vivere, regia di Pappi Corsicato – serie TV (2020)
- Petra, regia di Maria Sole Tognazzi – serie TV (2020-2022)
- Non mi uccidere, regia di Andrea De Sica – film TV (2021)
- Security, regia di Peter Chelsom – film TV (2021)
- Noi, regia di Luca Ribuoli – serie TV (2022)
- Romulus – serie TV, 8 episodi (2022)
- Il Patriarca, regia di Claudio Amendola – serie TV (2023)
- Un professore, regia di Alessandro Casale – serie TV (2023)
- Those About to Die, regia di Roland Emmerich e Marco Kreuzpaintner – miniserie TV (2024)
- Costanza, regia di Fabrizio Costa – serie TV (2025)

## Teatro
- The Coast of Utopia, regia di Marco Tullio Giordana (2012)
- Questi fantasmi, regia di Marco Tullio Giordana (2017-18)